# Sudhanshu Saria
Sudhanshu Saria es un cineasta indio, reconocido principalmente por su película de 2015 Loev. De acuerdo con el portal Screen Daily, Saria se ha convertido en «una voz para la comunidad gay en India» a través de sus producciones cinematográficas. A lo largo de su carrera ha presentado sus películas en diversos festivales de cine de todo el mundo y ha logrado premios y reconocimientos.

## Biografía
Proveniente de la ciudad de Darjeeling, Saria cursó estudios en The Doon School y se trasladó a los Estados Unidos para estudiar cine y fotografía en el Ithaca College de Nueva York. A comienzos de su carrera se desempeñó como ejecutivo de desarrollo para diversas empresas como Peace Arch Entertainment, ThinkFilm y New Films International. Años más tarde fundó su propia compañía de producción cinematográfica, Four Line Films.
Su cortometraje His New Hands de 2014 se estrenó en el Festival Internacional de Cine de Hong Kong y obtuvo galardones en otros eventos. Debutó como director de largometrajes con Loev (2015), un filme protagonizado por Dhruv Ganesh y Shiv Panditt que presentaba una relación homosexual entre los personajes principales. Para escribir la historia, Saria se basó en sus experiencias personales como un joven gay criado en una sociedad conservadora como la india. Loev fue bien recibida por la crítica y ganó premios en diferentes festivales alrededor del mundo.
En 2020 estrenó el cortometraje Knock Knock Knock en el Festival Internacional de Cine de Busan. En 2023 participó como director en el largometraje Sanaa (un filme dramático protagonizado por Radhika Madan) y como productor en el cortometraje Taps (en el que aborda nuevamente el drama romántico queer). Un año después dirigió el filme de espías Ulajh, contando con las actuaciones de Janhvi Kapoor, Roshan Mathew, Gulshan Devaiah y Adil Hussain. La película tuvo una recepción mixta y fue un fracaso de taquilla.
También en 2024 se desempeñó como director, escritor y productor ejecutivo del seriado Big Girls Don't Cry. Protagonizado por Pooja Bhatt, Mukul Chadda, Raima Sen, Zoya Hussain y Avantika, llegó a la plataforma Amazon Prime Video el 14 de marzo. La reseña de The Times of India afirmó sobre la serie: «Aunque puede merecer la pena verla una sola vez por sus entrañables interpretaciones y sus temas cercanos, al final no consigue dejar una impresión duradera».

## Filmografía

### Largometrajes
| Año  | Título | Notas |
| ---- | ------ | ----- |
| 2015 | Loev   |       |
| 2023 | Sanaa  |       |
| 2024 | Ulajh  |       |

### Cortometrajes
| Año  | Título            | Notas |
| ---- | ----------------- | ----- |
| 2010 | A Tight Spot      |       |
| 2013 | His New Hands     |       |
| 2020 | Knock Knock Knock |       |

### Televisión
| Año  | Título              | Notas |
| ---- | ------------------- | ----- |
| 2024 | Big Girls Don't Cry |       |